# François-Antoine Pécaudy de Contrecœur
François-Antoine Pécaudy de Contrecœur (1676-1743) est un militaire français, commandant de l'armée française en Nouvelle-France.

## Biographie
Fils d'Antoine Pécaudy de Contrecœur qui servit dans le célèbre Régiment de Carignan-Salières. Il participa à de nombreuses campagnes militaires au côté du gouverneur Frontenac, notamment contre les Amérindiens Onontagués et Oneidas en 1696. 
Il hérita de la seigneurie de Contrecœur de son père, Antoine Pécaudy de Contrecœur.
Il s'unit par mariage le 15 novembre 1701 à Jeanne de Saint-Ours.
De 1729 à 1732, il prend le commandement de Fort Chambly.
En 1738, Pécaudy de Contrecœur fut élevé au rang de chevalier de l'Ordre de Saint-Louis.
En 1741, il cartographia le lac Champlain.
Il devint le premier commandant de Fort Saint Frédéric construit à la confluence du lac Champlain et de la rivière La Chute.
En 1743, François-Antoine Pécaudy de Contrecœur fut par la suite remplacé par Paul Bécart de Granville et de Fonville comme commandant du Fort Saint Frédéric.
Il est inhumé le 2 juillet 1743 à Montréal.